# Liste der Kulturdenkmäler in Glan-Münchweiler
In der Liste der Kulturdenkmäler in Glan-Münchweiler sind alle Kulturdenkmäler der rheinland-pfälzischen Ortsgemeinde Glan-Münchweiler mit dem Ortsteil Bettenhausen aufgeführt. Grundlage ist die Denkmalliste des Landes Rheinland-Pfalz (Stand: 6. September 2022).

## Einzeldenkmäler
| Bezeichnung                          | Lage                                                                  | Baujahr         | Beschreibung | Bild                           |
| ------------------------------------ | --------------------------------------------------------------------- | --------------- | --- | ------------------------------ |
| Protestantischer Pfarrhof            | Glan-Münchweiler, Beethovenstraße 4 Lage                              | 1737            | Quereinhaus mit Krüppelwalmdach, bezeichnet 1737, Ökonomie 1777 | Fotos hochladen                |
| Kriegerdenkmal                       | Glan-Münchweiler, Beethovenstraße, bei Nr. 7 am Friedhofseingang Lage | um 1930         | Kriegerdenkmal 1914/18, sandsteinernes Standbild eines Soldaten für die Gefallenen des Ersten Weltkriegs | weitere Bilder Fotos hochladen |
| Torbogen                             | Glan-Münchweiler, Hauptstraße, an Nr. 13 Lage                         | 1754            | Torbogen, Sandstein, bezeichnet 1754 | Fotos hochladen                |
| Protestantische Pfarrkirche          | Glan-Münchweiler, Hauptstraße 16 Lage                                 | 15. Jahrhundert | mittelalterlicher Rechteckchor, Chorflankenturm, Sakristeianbau im 15. Jahrhundert, barocker Saal, 1771 unter Beibehaltung der Umfassungsmauern, Architekt Philipp Heinrich Hellermann, Zweibrücken; Stumm-Orgel von 1865; römische Spolien und Sarkophage | weitere Bilder Fotos hochladen |
| Alte Apotheke                        | Glan-Münchweiler, Hauptstraße 21 Lage                                 | 1862            | Wohnhaus, sandsteingegliederter Putzbau, 1862 | weitere Bilder Fotos hochladen |
| Mühle am Glan                        | Glan-Münchweiler, Mühlstraße 4 Lage                                   | 1812            | stattlicher Krüppelwalmdachbau, 1812, Architekt Peter Bell, Kusel; Zwischentrakt mit Wasserrädern, Teil des alten Mühlengebäudes, 1938, später aufgestockt und erweitert                                                                                   | Fotos hochladen                |
| Katholische Pfarrkirche St. Pirminus | Glan-Münchweiler, Ringstraße 29 Lage                                  | 1900–02         | zweischiffiger neuromanischer Sandsteinquaderbau, Glockenturm, 1900–02, Architekt Wilhelm Schulte I. | weitere Bilder Fotos hochladen |
| Altes Forstamt                       | Glan-Münchweiler, Ringstraße 42 Lage                                  | 1914            | ehemaliges Forstamtsgebäude; villenartiger Walmdachbau, eingeschossiger Seitenflügel und Treppenturm, bezeichnet 1914, Architekt Bruno Seyfarth, Kaiserslautern; ortsbildprägend                                                                           | Fotos hochladen                |
| Dorfgemeinschaftshaus                | Glan-Münchweiler, Schulstraße 1 Lage                                  | 1932            | ehemalige Schule; Kubus mit Lehrsaaltrakt und eingeschossigem Eingangs- und Abortgebäude, Pultdächer, Bauhausstil, 1932, Architekt Bruno Seyfarth, Kaiserslautern; ortsbildprägend                                                                         | weitere Bilder Fotos hochladen |
| Hofanlage Rüb                        | Bettenhausen, Nr. 31 Lage                                             | 18. Jahrhundert | Winkelanlage, im Kern aus dem 18. Jahrhundert, Erweiterung als Dreiseithof im 19. Jahrhundert; Wohnhaus mit hölzerner Galerie und Krüppelwalmdach, bezeichnet 1751, zwei Ökonomien, 1882/86, Remise, Gesindehaus; ortsbildprägend                          | Fotos hochladen                |
| Quereinhaus                          | Bettenhausen, Nr. 33 Lage                                             | 1835            | stattliches Quereinhaus, 1835; zusammen mit Hofanlage Rüb ortsbildprägend | weitere Bilder Fotos hochladen |